# Retrato de hombre (Velázquez)
El Retrato de hombre es una pintura al óleo de la primera etapa de Diego Velázquez, pintada en Madrid hacia 1623 y conservada en el Museo del Prado desde su creación en 1819 como parte de la colección de Fernando VII.

## Descripción
El cuadro responde a convenciones propias del retrato, representando un busto de hombre joven en posición de tres cuartos y mirando de frente sobre un fondo neutro, vestido de negro con cuello blanco liso. La pincelada es prieta, aunque la radiografía muestra mayor soltura de la que se aprecia en superficie, y la gama de color restringida al negro del vestido, el pardo oscuro del fondo y los rosas y tostados de las carnaciones, con el blanco grisáceo del cuello.
No se tienen noticias de esta obra anteriores a su ingreso en el museo como parte de la colección real, posiblemente por la ausencia de rasgos que lo caractericen. La golilla que viste el retratado —el cuello de plato blanco y almidonado— comenzó a emplearse en Madrid, en sustitución de la gorguera o cuello de lechuguilla, en enero de 1623, tras dictarse leyes contra el lujo en los trajes, según recuerda José López-Rey, lo que lleva a datar el retrato no antes de esa fecha pero tampoco mucho después, dado que parece preludiar el primero de los retratos de Felipe IV, del que estilísticamente es afín. 
Rudo y áspero para Carl Justi, que lo tenía por apócrifo, hay en él muchas características velazqueñas, como el modelado del rostro por las luces y los brillos. Realizado con notable sencillez, la base rojo intenso sobre la que está pintado es característica de las obras realizadas por Velázquez ya en Madrid, donde se estableció definitivamente en 1623, como también son característicos del pintor los toques de luz en nariz, ojos y otras zonas y los pequeños toques de pincel con que modela las formas de las cejas, párpados y bigote.
Considerado autorretrato del pintor, según sugirió Jacinto Octavio Picón, por críticos como Allende Salazar, August L. Mayer y José Camón Aznar, quien sin embargo lo tenía por copia, López-Rey y Jonathan Brown creen que pudiera ser retrato de un hermano del artista de nombre Juan, igualmente pintor y establecido en Madrid, por hallarse cierta semejanza entre el modelo de este retrato y el del San Juan en Patmos. Para Fernando Marías, es posible que este y otros retratos de personas de menor importancia realizados en estos mismos años sirviesen al pintor para ensayar nuevos recursos estilísticos antes de aplicarlos a los retratos oficiales del rey.